# Dysderocrates marani
Dysderocrates marani là một loài nhện trong họ Dysderidae.
Loài này thuộc chi Dysderocrates. Dysderocrates marani được miêu tả năm 1937 bởi Kratochvíl.